# La maledizione dei rubini scomparsi
La maledizione dei rubini scomparsi (Revenge of the Stolen Stars) è un film d'avventura del 1986 diretto da Ulli Lommel.

## Produzione
Sulla scia del successo di film come I predatori dell'arca perduta (1981) di Steven Spielberg e All'inseguimento della pietra verde (1984) di Robert Zemeckis nacque l'idea di realizzare questo film di genere misto tra l'avventura e la commedia.